# Betsey Metcalf Baker
Betsey Metcalf Baker, född 1786, död 1867, var en amerikansk entreprenör.  
Hon uppfann vid tolv års ålder (1798) en ny teknik att fläta strå till hattar, vilket imiterade den teknik som då var den som användes för hattar. Denna typ av stråhattar hade dittills varit dyra importvaror, men hennes teknik gjorde stråhattar tillgängliga även för personer utanför överklassen, och hon kunde bygga upp en framgångsrik affärsverksamhet på detta, särskilt under det importembargo som rådde under Napoleontiden. Hon lärde också ut tekniken till andra kvinnor i Providence, Rhode Island och Westwood, Massachusetts, där hon bodde, vilket utvecklade bomullsindustrin i dessa orter. Hon var också verksam som abolitionist.